# INGKA Holding
INGKA Holding B.V. is een houdstermaatschappij gevestigd in Leiden, Nederland. Het is de holding die het merendeel van de IKEA-woonwarenhuizen controleert. Het bedrijf is volledig eigendom van de Stitching INGKA Foundation. INGKA is genoemd naar Ingvar Kamprad, de Zweedse oprichter.

## Relatie met andere IKEA bedrijven
Hoewel INGKA Holding de grootste IKEA-franchisenemer is, is zij geen eigenaar van het merk IKEA en de bijbehorende handelsmerken; deze zijn eigendom van Inter IKEA Systems in Delft, eveneens in Nederland, dat de franchisegever is van het IKEA-systeem en 3% van alle IKEA-inkomsten aan royalty's ontvangt. Inter IKEA Systems is eigendom van Inter IKEA Holding, geregistreerd in Luxemburg, dat op zijn beurt gecontroleerd wordt door de Interogo Foundation, een Liechtensteinse stichting die ook gesteund wordt door de familie Kamprad en die gewaardeerd wordt op ongeveer 15 miljard Amerikaanse dollar.

## INGKA Centres
De divisie INGKA Centres van de groep heeft verschillende winkelcentra ontwikkeld waarin IKEA de hoofdhuurder is, waaronder de MEGA-winkelcentra in Rusland. Vanaf 2020 heeft de divisie bestaande complexen aangekocht die zullen worden gerenoveerd tot stedelijke IKEA locaties, waaronder Kings Mall in Londen, 6x6 in San Francisco en het winkelpodium van de Aura condominiumtorens in Toronto.
INGKA Centres kondigde in december 2021 aan dat het twee winkelcentra, met IKEA-winkels als trekker, zou openen in Gurugram en Noida in India voor een bedrag van ongeveer 90 miljard Indiase roepies (US$ 1,1 miljard). Beide winkelcentra zullen naar verwachting in 2025 opengaan.

## Andere investeringen
In september 2019 verwierf INGKA een belang van 80% in zeven windparken in Roemenië, gekocht van de Deense windturbinefabrikant Vestas voor 136 miljoen euro.